# Beri Gonpa (Gelug)

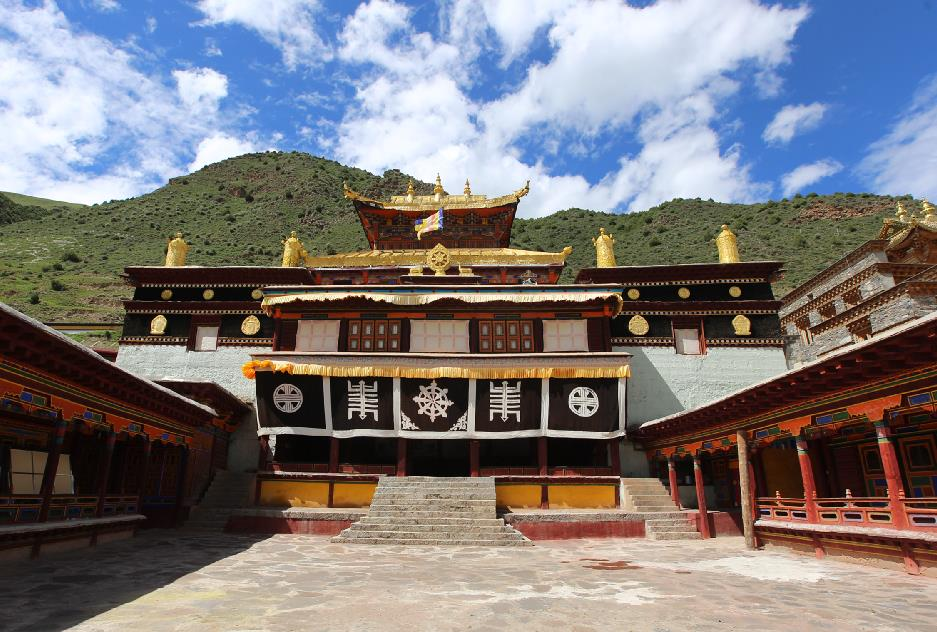
Beri-Kloster

Das Beri-Kloster bzw. Beri Gonpa usw. (tibet. Be-ri Dgon; engl. Beri Monastery) bzw. Baili-Kloster (白利寺,  Báilì sì, auch chinesisch 白日寺, Pinyin Báirì sì) ist ein Kloster der Gelug-Schule (Gelbmützen) des tibetischen Buddhismus im Kreis Kardze (chin. Garzê; Pinyin: Ganzi) des Autonomen Bezirks Kardze der Tibeter im Nordwesten der chinesischen Provinz Sichuan. Das im 17. Jahrhundert erbaute Kloster liegt ca. 10 km vom Ort Garze im Gebiet der Gemeinde Shengkang 生康乡 am Nordufer des Yalong Jiang auf einem Berg, die Sichuan-Tibet-Straße (Chuan-Zang gonglu) führt an ihm vorbei.

## Geschichte
Der Ort Beri war die Hauptstadt eines bedeutenden Bonpo-Fürstentums und bis ins 17. Jahrhundert das kulturelle Zentrum dieses Teils von Kham. Bis zu dieser Zeit herrschte im Fürstentum Beri die Bön-Religion vor. Der Beri-Herrscher (Baili tusi 白利土司) namens Donyo Dorje (Dunyue Duoji 顿月多吉) wurde von den Truppen Gushri Khans (Gushi Han 固始汗) zwischen 1639 und 1641 besiegt, was zur Bildung der Trehor-Staaten (d. h. der fünf Hor-Fürstentümer) führte.

### 1936–1950
Hier wurde 1936 von der Roten Armee bei ihrem Langen Marsch die Böpa-Regierung (i. e. die Tibetische Regierung; chin. Boba Zhengfu) gegründet, der die Rotarmisten unterstützende Lebende Buddha (Tulku) Getag war zunächst ihr Vize. Nachdem die Rote Armee Garze verlassen hatte, behandelte er Verwundete und Kranke, verkleidete sie als Lamas, bis sie sich selbst in Sicherheit bringen konnten. Im Jahr 1950 wurde Getag nach chinesischer Auffassung von englischer Seite getötet.

## Denkmal der VR China
Das Beri-Kloster steht seit 2006 auf der Liste der Denkmäler der Volksrepublik China (6-1043). Es wird zurzeit vom Tibet Heritage Fund restauriert.